# Ahmed Mohammed al-Maqqari
Abu-l-ʿAbbas Ahmad ibn Mohammed al-Maqqari, född omkring 1578 i Tlemcen, död 1632 i Kairo, var en arabisk historieskrivare. 
Under ett besök i Damaskus 1628 väckte han livligt intresse genom föreläsningar över traditioner om profeten samt genom sina berättelser om det arabiska väldet i Spanien, vilka sistnämnda han därefter nedskrev. Detta verk, vilket är av stort historiskt värde, utgavs 1840–43 i en ofullständig engelsk översättning av Pascual de Gayangos y Arce samt 1855–61 på originalspråket av William Wright och hans medabetare ("Analectes sur l'histoire et la littérature des arabes d'Espagne").